# 크리스핀 글러버
크리스핀 글러버(Crispin Glover, 1964년 4월 20일 ~ )는 미국의 배우이다.

## 출연 작품

### 영화
- 백 투 더 퓨처 (1985) - 조지 맥플라이 역
- 리버스 엣지 (1986)
- 광란의 사랑 (1990)
- 도어즈 (1991) - 앤디 워홀 역
- 길버트 그레이프 (1993)
- 데드 맨 (1995)
- 미녀 삼총사 (2000)
- 미녀 삼총사: 맥시멈 스피드 (2003)
- 윌러드 (2003) - 윌러드 스타일스 역
- 베오울프 (2007)
- 온천탕 타임머신 (2010)
- 이상한 나라의 앨리스 (2010) - 네이브 오브 하트 역
- 룸13 (2014)
- 우리는 언제나 성에 살았다 (2018) - 줄리언 삼촌 역

### 텔레비전
- 신들의 전쟁 (2017-21)